# Нейпир, Чарльз Джеймс
Сэр Чарльз Джеймс Нейпир (англ. Charles James Napier; 10 августа 1782[…], Уайтхолл, Большой Лондон — 29 августа 1853[…], Портсмут, Гэмпшир) — британский генерал, участник Наполеоновских и англо-сикхских войн; главнокомандующий Британской Ост-Индской компании.

## Биография
Чарльз Нейпир родился 10 августа 1782 года в городе Лондоне; был старшим сыном достопочтенного Джорджа Нейпира (1751—1804), контролера в Ирландии, полковника британской армии и младшего сына Фрэнсиса Нейпира, 6-го лорда Нейпира. Его матерью была леди Сара Леннокс, дочь Чарльза Леннокса, 2-го герцога Ричмонда (незаконного потомка короля Англии Карла II). Начальное образование получил у своего отца в Ирландии.

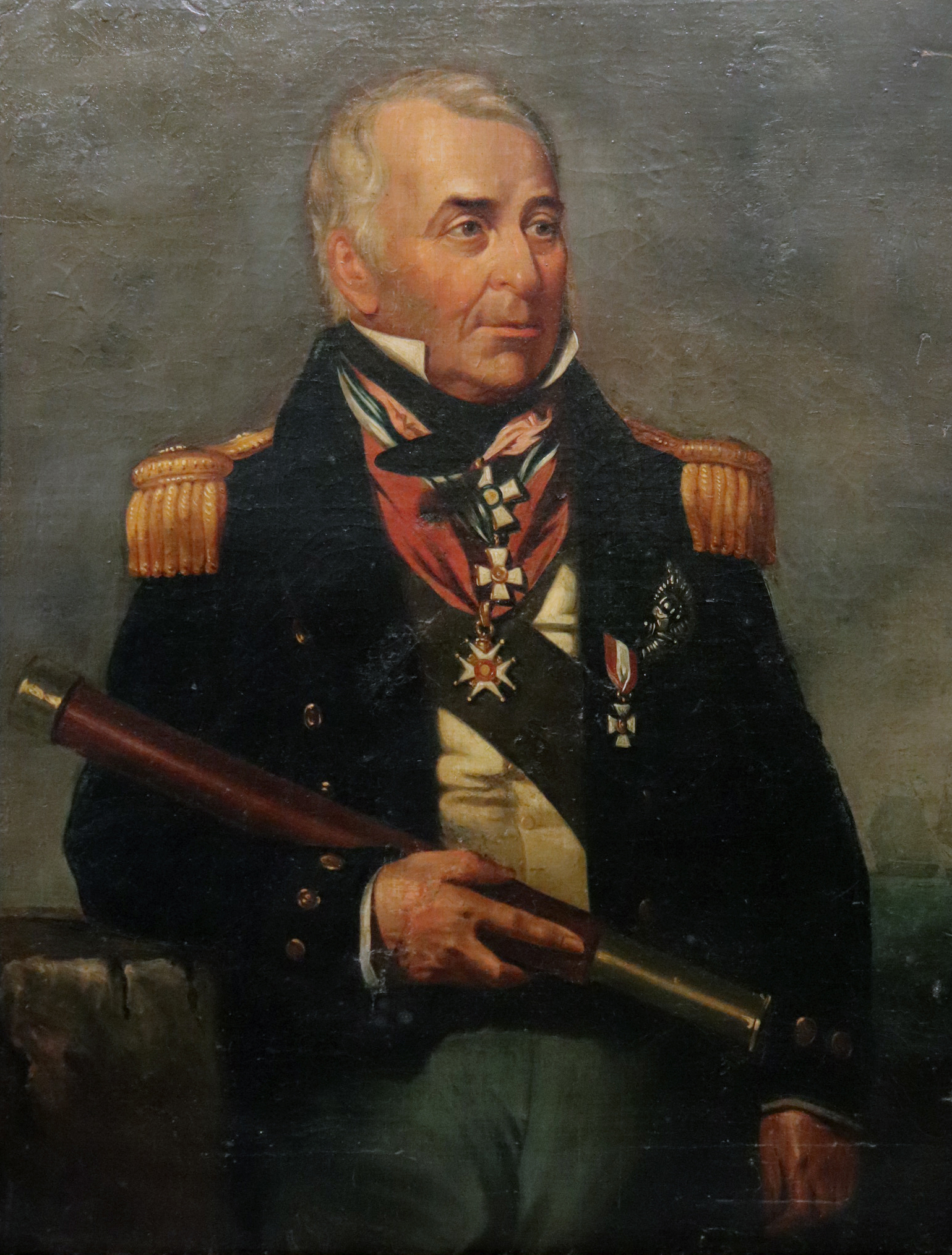
Чарльз Джеймс Нейпир

В 1794 году, до того, как ему исполнилось двенадцать, он был назначен приписан в 33-й пехотный полк британской армии. Несколько недель спустя он присоединился к 89-му пехотному полку, базировавшемуся в Нетли в Хэмпшире, где его отец служил помощником генерал-квартирмейстера. Когда этот полк отправился в командировку за границу, его отправили обратно в Ирландию и перевели в 4-й пехотный полк, но вместо того, чтобы занять этот пост, он получил образование в гимназии Селбриджа в графстве Килдэр (провинция Ленстер). Когда в 1798 году вспыхнуло Ирландское восстание, его отец укрепил семейное поместье, вооружил своих сыновей и предложил убежище всем, кто готов противостоять повстанцам. В последующие годы Чарльз действовал в основном как кавалерист в разведывательных целях. В 1799 году он возобновил регулярную военную службу и стал адъютантом генерал-майора сэра Джеймса Даффа (1752—1839), командующего Лимерикским военным округом.
В 1800 году он получил звание лейтенанта 95-й стрелковой бригады Маннингема. В 1803 году он стал адъютантом своего родственника генерала Генри Эдварда Фокса (1755—1811). В 1804 году произведен в капитаны Генерального штаба.

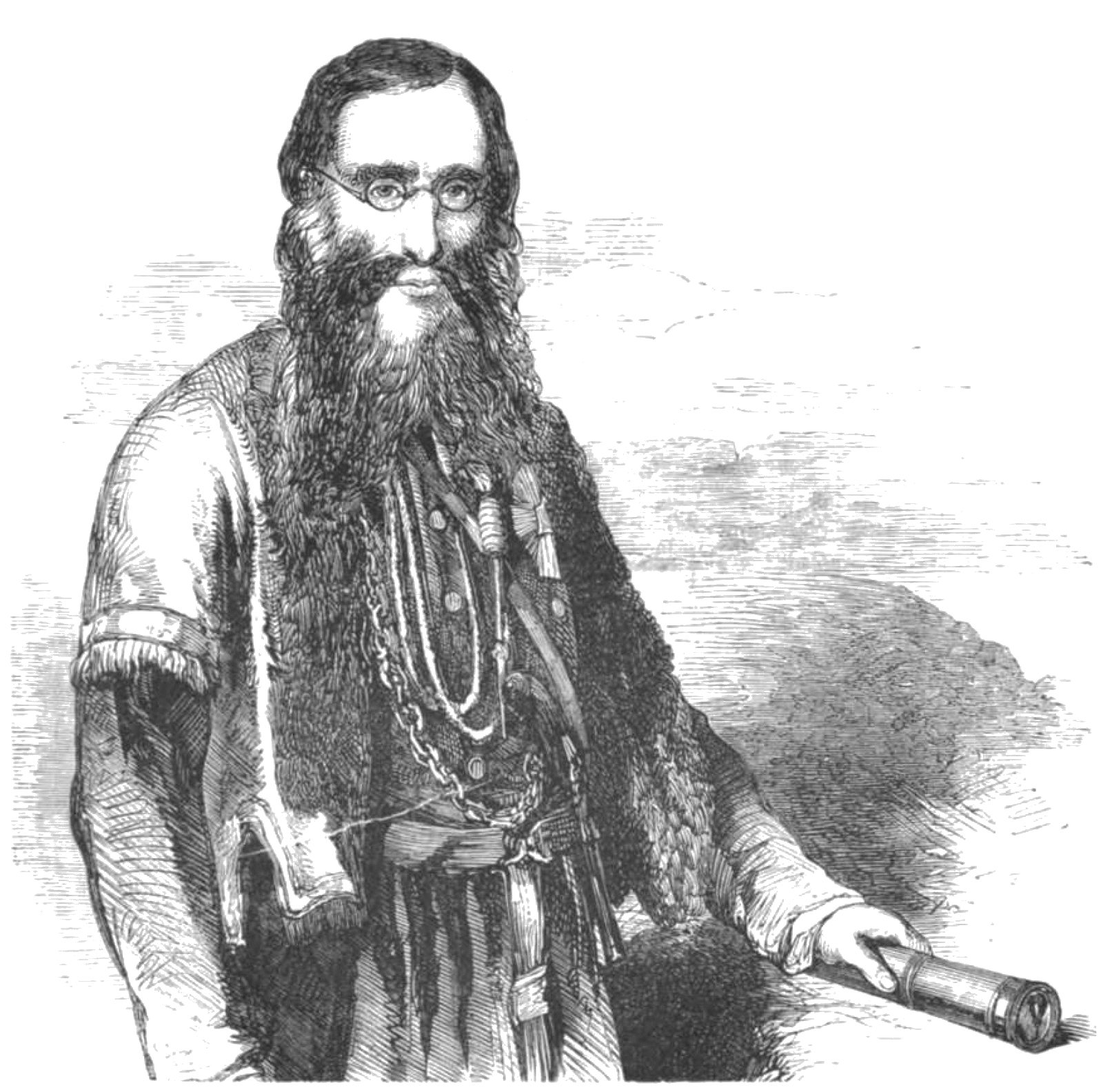
Чарльз Нейпир (1852)

В 1806 году он стал майором Капского полка и находился в Капской колонии. Вскоре после этого он перешел в 50-й пехотный полк и принял участие в наступлении на Копенгаген в 1807 году в ходе Англо-датской войны. С мая 1808 года он вместе со своим полком участвовал в войне на Пиренейском полуострове. Он был тяжело ранен в битве при Ла-Корунье в 1809 году и попал в плен к французам. Через два месяца он был освобождён и вернулся на родину.
В 1810 году Нейпир пошёл добровольцем в бригаду лёгкой кавалерии, с которой вернулся на Пиренейский полуостров; в боях там он был несколько раз ранен.
В 1811 году он получил звание подполковника 102-го пехотного полка, который дислоцировался сначала на Гернси, а в 1812 году — на Бермудских островах. В мае 1813 года он принял командование бригадой, состоящей частично из его собственного полка, Королевской морской пехоты и бывших французских военнопленных, и принял участие в Англо-американской войне.
Когда Чарльз Джеймс Нейпир вернулся в Великобританию в сентябре 1813 года, война против Франции уже закончилась. Получив половинную зарплату в декабре 1814 года, он поступил в военную академию в Фарнхэме. Когда в 1815 году снова разразилась война против Франции (Сто дней), он пошёл добровольцем и присоединился к войскам союзников в Париже.
С 1823 по 1825 год, во время Греческой революции, Чарльз Нейпир поддерживал греческих борцов за свободу в их борьбе против османского владычества и за независимую греческую республику; был в составе британской дипломатической миссии в Грецию. По возвращении в мае 1825 года он был произведен в полковники. В 1837 году он был назначен генерал-майором и командующим войсками в Дефенс-Дистрикт Северной Англии (Северный военный округ).

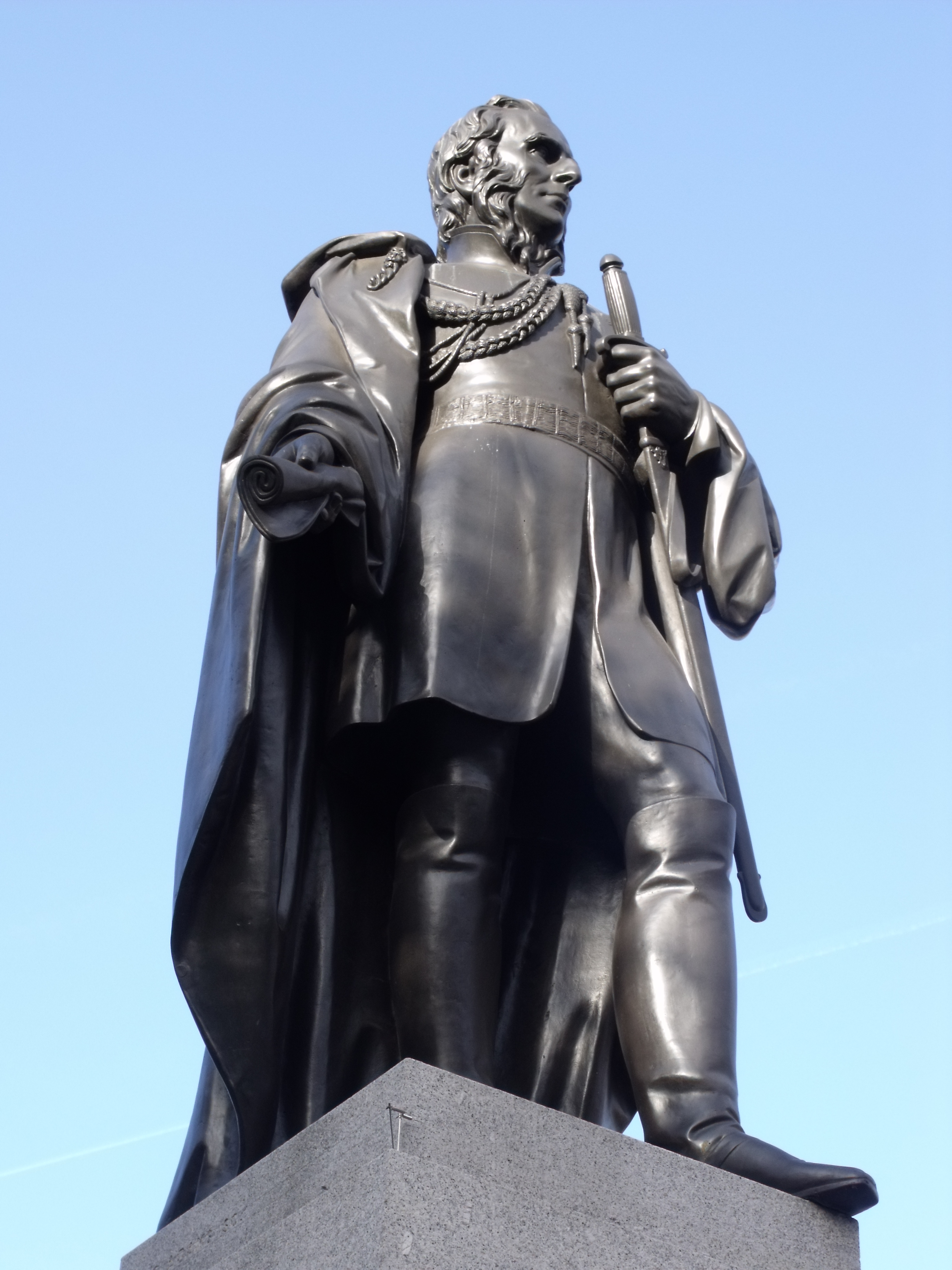
Памятник сэру Чарльзу Нейпиру на Трафальгарской площади в Лондоне

В июне 1841 года Нейпир принял командование в Индии, где в 1843 году возглавил кампанию по завоеванию Синда. В знак признания его достижений он был посвящен в рыцари Большого креста Ордена Бани 4 июля 1843 года. С 1843 по 1847 год он был губернатором Бомбейского президентства. В 1843 году, будучи главнокомандующим в Синде и Белуджистане, блестящими победами при Мини и Гайдерабаде разрушил могущество эмира синдского, укротил белучей и в 1845 году закончил покорение Индии. В 1846 году Нейпир был произведён в генерал-лейтенанты, а в 1847 году он оставил командование и вернулся домой.
По случаю Второй сикхской войны в 1849 году он был назначен главнокомандующим войск Британской Ост-Индской компании, но вернулся в Индию только вскоре после окончания войны. В 1851 году Нейпир вернулся в Соединенное Королевство, где и умер в Окленде недалеко от Портсмута 29 августа 1853 года.

В его честь назван город Нейпир на Острове Северный (Новой Зеландии), а на Трафальгарской площади в Лондоне установлена бронзовая статуя генерала. В греческом городе Аргостолионе на острове Кефалиния был разбит парк его имени. 

## Семья
Чарльз Джеймс Нейпир был дважды женат: первый брак с 1827 года на Элизабет Окли (~ 1766–1833), второй брак с 1835 года на Фрэнсис Филипс († 1872); оба брака остались бездетными. Вместо этого у него было две внебрачных дочери от гречанки по имени Анастасия, старшая из которых, Эмили Кефалония Напьер († 1908), в 1845 году вышла замуж за его племянника генерал-майора Уильяма Крейга Эмилиуса Нэпьера (1818–1903).